# S35-ös személyvonat
Az S35-ös személyvonat egy budapesti elővárosi és távolsági vonat Budapest-Déli pályaudvar és Nagykanizsa között. A vonat csak nyári szezonban közlekedik. Székesfehérvár és Lepsény között nem áll meg, Balatonszentgyörgytől Sávoly és Nagyrécse kivételével minden állomáson és megállóhelyen megáll. A Nagykanizsára közlekedő járat Érd felsőn át közlekedik, mely Székesfehérvárig Háros és Nagytétény-Diósd állomások kivételével mindenhol megáll. Vissza felé Érd alsón át közlekedik, mely Székesfehérvár és Budapest között csak Agárd, Gárdony, Velencefürdő, Velence, Érd alsó és Budafok állomásokon és megállóhelyeken áll meg. Vonatszámuk 85-tel kezdődik.

## Története
Budapest és Nagykanizsa között korábban is járt azonos megállási renddel személyvonat, az S35-ös jelzést 2014. december 14-étől viseli. Kizárólag napi 1 közlekedig Nagykanizsa felé (vonatszám: 18510).
A vonat 2014. december 14-étől 2017. december 9-ig napi 1 párként közlekedett Budapest és Nagykanizsa között. 2017. december 10-től már csak Balatonszentgyörgytől közlekedett jelzés nélkül.
A 2018-as és 2019-es nyári menetrendekben ismét S35-ös jelzéssel járt Balatonszentgyörgy és Budapest között (vonatszám: 8511). Emellett 2 új járatot indítottak, amik már Nagykanizsára közlekedtek "BAGOLYVONAT" névvel, kizárólag a nyári szezonban. A Nagykanizsára közlekedő S35-ös járat Székesfehérvárig az S30-as menetrendjével járt. Székesfehérvártól Balatonaligáig nem állt meg, Balatonaligától ismét mindenhol megállt. Visszafelé Székesfehérvárig ugyanígy közlekedett, ahonnan csak Agárd, Gárdony, Velence, Velencefürdő, Budafok és Kelenföld állomásokon állt meg jelzés nélküli személyvonatként.
A 2019-es nyári menetrendtől a Nagykanizsáról közlekedő személyvonat is megkapta az S35-ös jelzést. Nagyrécsén és Sávolyon már nem állt meg.
2019. augusztus 26-tól 2020. december 12-ig naponta közlekedett ezzel a jelzéssel.
2020. december 13-tól a téli menetrendekben sebesvonat jár helyette Keszthely és Budapest között. 2021. június 19-től a Nagykanizsára közlekedő S35-ös vonatok nem állnak meg Sávolyon.
2022. április 11-étől a napi 1 Nagykanizsára közlekedő vonat helyett új hétköznap Siófokra közlekedő személyvonat és a hétvégén közlekedő S30-as személyvonatok közlekednek. A 18510-es számú S35-ös vonat később közlekedik sebesvonatként. Budapest és Lepsény között csak Kelenföldön és Székesfehérváron áll meg.
2022/2023-as menetrendváltással megszűnt a 18510-es sebesvonat, ezzel együtt a nyári szezonban se közlekedik.

## Útvonala
| 0   | Budapest-Déli végállomás nyáron | 240 | 17, 56, 56A, 59, 59A, 59B, 61 21, 21A, 39, 102, 139, 140, 140A, 221 770 S10 , S12 , S30 , S34 , S40 , G40 , S42 , Z42 , IC, InterRégió, |
| 7   | Budapest-Kelenföld              | 232 | 1, 19, 49 8E, 40, 40B, 40E, 53, 58, 87, 87A, 88, 88A, 101B, 101E, 108E, 141, 150, 150B, 153, 154, 172, 173, 187, 188, 188E, 250, 250B, 251, 251A, 251E, 272 689, 691, 710, 712, 715, 720, 722, 724, 725, 727, 731, 732, 734, 735, 736, 760, 762, 763, 764, 767, 770, 774, 775, 778, 779, 798, 799 S10 , S12 , S30 , S34 , S36 , S40 , G40 , Z40 , S42 , Z42 , G43 , G44 , IC, EC, EN, InterRégió, sebesvonat, gyorsvonat, |
| 12  | Budafok                         | 225 | 33, 58, 114, 133E, 141, 158, 213, 214, 241, 241A, 250, 250B, 251, 251A 47, 56 S30 , S34 , S36 , S40 , S42 , G43 |
| 15  | Budatétény                      | ∫   | 13, 13A, 88, 101E, 113, 113A, 138, 150, 287 700 S40 , S42 |
| 17  | Barosstelep                     | ∫   | 13, 13A, 88, 113, 113A S40 , S42 |
| 22  | Érdliget                        | ∫   | S40 , S42 |
| 23  | Érd felső                       | ∫   | 700, 705, 710, 712, 715, 720, 722, 731, 733, 734, 735, 736, 738, 741, 742, 744, 745, 746, 755 1120, 1134 G40 , S42 , Z42 , G43 , G44 |
| ∫   | Érd alsó                        | 216 | 700, 705, 710, 712, 715, 720, 722, 731, 733, 734, 735, 736, 738, 741, 742, 744, 745, 746, 755 1120, 1134 S30 , Z30 , S34 , S36 , InterRégió, sebesvonat |
| 26  | Tárnok                          | ∫   | 741, 742 S30 , Z30 , S34 , S36 , G43 |
| 32  | Martonvásár                     | ∫   | 702, 703, 704, 749, 759, 769, 8238 S30 , Z30 , S34 , S36 , G43 |
| 35  | Baracska                        | ∫   | 1 702, 8013 S30 , Z30 , S34 , S36 , G43 |
| 38  | Pettend                         | ∫   | S30 , Z30 , S34 , G43 |
| 41  | Kápolnásnyék                    | ∫   | 718, 748, 749, 758 S30 , Z30 , S34 , S36 , G43 |
| 44  | Velence                         | 199 | 707, 716, 718, 747, 749, 757, 758 S30 , Z30 , S34 , G43 |
| 45  | Velencefürdő                    | 198 | 707, 719, 747, 750, 757, 758, 759 S30 , Z30 , S34 , G43 |
| 48  | Gárdony                         | 195 | 707, 716, 719, 747, 750, 757, 758, 759 S30 , Z30 , S34 , G43 , személyvonat |
| 50  | Agárd                           | 192 | 707, 716, 719, 747, 750, 751, 757, 758, 759 S30 , Z30 , S34 , G43 |
| 53  | Dinnyés                         | ∫   | 719, 750, 758, 759 S30 , Z30 , S34 , G43 |
| 64  | Székesfehérvár                  | 173 | 13, 13A, 13G, 13Y, 20, 30, 31, 31E, 32, 33, 34, 35, 36, 37, 38, 40, 41, 43, 44 Helyközi buszok S30 , Z30 , S34 , G43 , S150 , S440 , IC, InterRégió, személyvonat, sebesvonat, expresszvonat |
| 78  | Székesfehérvár-Repülőtér        | 169 | 707, 716, 719, 747, 750, 757, 758, 759 S30 , S34 , InterRégió, személyvonat, sebesvonat |
| 96  | Lepsény                         | 152 | Helyközi buszok S30 , S35 , IC, InterRégió, személyvonat, sebesvonat |
| 102 | Balatonaliga                    | 146 | Helyközi buszok S30 , S34 , InterRégió, expresszvonat, személyvonat, sebesvonat |
| 106 | Balatonvilágos                  | 143 | Helyközi buszok S30 , S34 , InterRégió, expresszvonat, személyvonat, sebesvonat |
| 110 | Szabadisóstó                    | 138 | Helyközi buszok S30 , S34 , InterRégió, expresszvonat, személyvonat, sebesvonat |
| 113 | Szabadifürdő                    | 108 | Helyközi buszok S30 , S34 , InterRégió, expresszvonat, személyvonat, sebesvonat |
| 118 | Siófok                          | 131 | Helyközi buszok S30 , S34 , InterRégió, IC, expresszvonat, személyvonat, sebesvonat |
| 126 | Balatonszéplak felső            | 126 | Helyközi buszok S30 , S34 , InterRégió, expresszvonat, személyvonat, sebesvonat |
| 129 | Balatonszéplak alsó             | 124 | Helyközi buszok S30 , S34 , InterRégió, expresszvonat, személyvonat, sebesvonat |
| 131 | Zamárdi felső                   | 121 | Helyközi buszok S30 , S34 , InterRégió, expresszvonat, személyvonat, sebesvonat |
| 134 | Zamárdi                         | 118 | Helyközi buszok S30 , S34 , InterRégió, IC, expresszvonat, személyvonat, sebesvonat |
| 138 | Szántód                         | 110 | Helyközi buszok S30 , S34 , InterRégió, expresszvonat, személyvonat, sebesvonat |
| 140 | Balatonföldvár                  | 107 | Helyközi buszok S30 , S34 , InterRégió, IC, expresszvonat, személyvonat, sebesvonat |
| 145 | Balatonszárszó                  | 102 | Helyközi buszok S30 , S34 , InterRégió, IC, expresszvonat, személyvonat, sebesvonat |
| 150 | Balatonszemes                   | 98  | Helyközi buszok S30 , S34 , InterRégió, IC, expresszvonat, személyvonat, sebesvonat |
| 155 | Balatonlelle felső              | 93  | Helyközi buszok S30 , S34 , InterRégió, expresszvonat, személyvonat, sebesvonat |
| 158 | Balatonlelle                    | 90  | Helyközi buszok S30 , S34 , InterRégió, IC, expresszvonat, személyvonat, sebesvonat |
| 163 | Balatonboglár                   | 86  | Helyközi buszok S30 , S34 , InterRégió, IC, expresszvonat, személyvonat, sebesvonat |
| 168 | Fonyódliget                     | 82  | Helyközi buszok S30 , S34 , InterRégió, IC, expresszvonat, személyvonat, sebesvonat |
| 173 | Fonyód                          | 77  | Helyközi buszok S30 , S34 , InterRégió, IC, expresszvonat, személyvonat, sebesvonat |
| 179 | Bélatelep                       | 72  | Helyközi buszok S34 , InterRégió, személyvonat, sebesvonat |
| 181 | Alsóbélatelep                   | 70  | Helyközi buszok S34 , InterRégió, személyvonat, sebesvonat |
| 185 | Balatonfenyves                  | 66  | Helyközi buszok S34 , IC, InterRégió, személyvonat, sebesvonat |
| 188 | Balatonfenyves alsó             | 64  | Helyközi buszok S34 , InterRégió, személyvonat, sebesvonat |
| 191 | Máriahullámtelep                | 61  | Helyközi buszok S34 , InterRégió, személyvonat, sebesvonat |
| 193 | Máriaszőlőtelep                 | 59  | Helyközi buszok S34 , InterRégió, személyvonat, sebesvonat |
| 196 | Balatonmáriafürdő               | 55  | Helyközi buszok S34 , IC, InterRégió, személyvonat, sebesvonat |
| 201 | Balatonberény                   | 51  | Helyközi buszok S34 , IC, InterRégió, személyvonat, sebesvonat |
| 205 | Balatonszentgyörgy              | 46  | Helyközi buszok S34 , IC, InterRégió, személyvonat, sebesvonat |
| 214 | Vörs                            | 38  | Helyközi buszok IC, InterRégió, személyvonat, sebesvonat |
| 229 | Zalakomár                       | 20  | Helyközi buszok IC, InterRégió, személyvonat, sebesvonat |
| 235 | Zalaszentjakab                  | 13  | Helyközi buszok IC, InterRégió, személyvonat, sebesvonat |
| 252 | Nagykanizsa végállomás nyáron   | 0   | Helyközi buszok IC, InterRégió, személyvonat, sebesvonat |